# Фиссон, Наталия Владимировна
Наталия Владимировна Фиссон (род. 11 мая 1964, Ленинград, РСФСР, СССР) — советская и российская актриса театра и кино, Заслуженная артистка Российской Федерации (2005).

## Биография
Наталия Фиссон родилась 11 мая 1964 года в Ленинграде. Свой творческий путь она начинала в труппе театра «Лицедеи», где проработала с 1982 по 1985 год. В 1990 году закончила ЛГИТМиК (курс Г. А. Товстоногова).
В 1991 году вместе с мужем, Вадимом Фиссоном, образовала Санкт-петербургское театральное товарищество «Комик-Трест». В 1993 году по приглашению Вячеслава Полунина выступила с номером-импровизацией. Работала в немецком театре-цирке «Pomp Duck and Circumstance». Отказалась от приглашения канадского цирка «Дю Солей». Окончив в 1996 году американский «Broadway Dance Center», а затем в 1997 году английскую «Clown Schoolof Fillip Golie», вернулась в Санкт-Петербург.
Одной из первых работ Наталии Фиссон на киноэкране стала главная роль в криминальной мелодраме режиссёра Виктора Сергеева «Странные мужчины Семёновой Екатерины». Результатом стала премия киностудии «Ленфильм» «За лучшую актёрскую работу», которой была удостоена в 1992 году. В первой половине 1990-х снялась ещё в нескольких картинах, среди которых: мелодрама Елены Цыплаковой «На тебя уповаю» (Марина), картина Евгения Иванова «Никотин» (Она), детективно-мистический кинороман Грейдона Кларка «Танец смерти» (Наташа) и др.
Последующие роли: Миссис Карлайл в сериале «Ниро Вульф и Арчи Гудвин», Таня в «Повелителе эфира», Анна в фильме «Небо и земля», бизнес-леди Ада Тарковская в фильме «Самые счастливые», госпожа Алена Поликарповна Саврасова в комедии «Шекспиру и не снилось», Марина Цветаева в фильмах «Луна в зените» и «Маяковский. Два дня», Сара Нильсен в сериале «Морские дьяволы».
В 2007 году снялась в фильме английского режиссёра Тома Робертса «По этапу».
С 2006 года — ведущая ток-шоу «Энергичные люди».

## Фильмография
- 1990 — Бакенбарды — участница «Капеллы»
- 1990 — История одной провокации (короткометражный)
- 1991 — Как хорошо, когда... — Наташа
- 1991 — Цензуру к памяти не допускаю — проститутка на даче
- 1992 — На тебя уповаю — Марина
- 1992 — Пляска смерти / Dance Macabre (США) — Наташа
- 1992 — Странные мужчины Семёновой Екатерины — Екатерина Семёнова
- 1992 — Шагреневая кость (короткометражный)
- 1993 — Необыкновенные приключения Ибикуса в Петербурге
- 1993 — Никотин — Она
- 1994 — Последнее дело Варёного
- 1996 — Недотёпы (короткометражный)
- 1998 — Улицы разбитых фонарей — «просто Мария», криминальный авторитет (серия «Страховочный вариант»)
- 2002 — Агентство — страховой агент
- 2002 — Ниро Вульф и Арчи Гудвин — миссис Карлайл
- 2003 — Небо и земля — Анна
- 2003 — Повелитель эфира — Таня
- 2005 — Арфа и бокс
- 2005 — Самые счастливые — Ада Тарасовская, бизнес леди
- 2007 — Луна в зените — Марина Цветаева
- 2007 — По этапу
- 2007 — Шекспиру и не снилось — Саврасова Алена Поликарповна, актриса Императорских театров
- 2009 — Морские дьяволы-3 (серия «Газовый синдром») — Сара Нильсон
- 2011 — Маяковский. Два дня — Марина Цветаева
- 2011 — Огни притона — жена Заславского
- 2011 — Формат А4 — Микконен
- 2012 — Кто, если не я? — Марина Смирнова, художественный руководитель народного театра
- 2014 — За кефиром (в производстве)
- 2015 — Улицы разбитых фонарей 15  — пианистка Эльза
- 2018 — Гофманиада — озвучивание
- 2018 — Странники терпенья — Светлана
- 2019 — Крик тишины — старушка
- 2020 — Митьковская встреча эры милосердия — Манька-Облигация

## Призы и награды
- «Самая яркая актриса» фестиваля петербургских театров-студий
- «Лучшая молодая актриса» фестиваля эстрады «Под крышами Санкт-Петербурга»
- Премия киностудии «Ленфильм» за «Лучшую роль года»
- Премия «За лучшую женскую роль» Международного Театрального Фестиваля Балтийский Дом
- Приз журнала «Marie Claire»
- Приз «Женщина-стиль» журнала «ELLE»
- Премия Правительства Петербурга «В области литературы и искусства»
- Премия Международного фестиваля «Мастер класс»
- Премия «За лучшую роль» фестиваля «Рождественский парад»
- Номинант премии «За лучшую женскую роль» фестиваля «Золотая маска»
- Почетный Житель городов Ватерворд и Колорадо-Спрингс (США)
- Заслуженная артистка Российской Федерации (2005)